# 西藏自治区外事侨务办公室
西藏自治区外事侨务办公室（藏語：བོད་རང་སྐྱོང་ལྗོངས་ཕྱི༌དོན༌གཞུང༌ལས༌ཁང་།），是西藏自治区人民政府的组成部门，统筹协调和归口管理西藏自治区外事侨务工作。其前身是1952年中华人民共和国中央人民政府在西藏设立的中央人民政府驻西藏代表外事帮办办公室。

## 沿革
1942年，西藏噶厦（西藏政府）宣布成立外交部(中國稱「外事局」以貶低其地位），要求外国驻藏人员及国民政府蒙藏委员会驻藏办事处都与外交部联系。国民政府予以严厉指责并且完全拒绝。蒙藏委员会委员长吴忠信将此情况转报行政院，并于8月2日电复蒙藏委员会驻藏办事处处长孔庆宗：“有关国家利益问题，西藏地方必须秉承中央意旨处理”；“中央与西藏一切往还接洽方式，仍照旧制”；“中央与西藏间一切接洽,如藏方须经由上述外务机构承办，即令驻藏办事处暂停对藏一切接洽”。但该外交部一直存在，并且与英国、美国、印度、尼泊尔等国政府往来。
1951年5月《十七条协议》第十四条规定：“中央人民政府统一处理西藏地区的一切涉外事宜，并在平等、互利和互相尊重领土主权的基础上，与邻邦和平相处，建立和发展公平的通商贸易关系。”1951年底，中央人民政府外交部派出原西南军政委员会外事处处长杨公素到达拉萨，调查研究西藏的对外关系及建立中央驻西藏外事帮办机构的准备工作。1952年1月，成立中共西藏工委外事处。
1952年9月6日，中央人民政府驻西藏代表外事帮办办公室在拉萨成立，杨公素任帮办。经与噶厦协商，原噶厦“外交局”（1942年设立）副局长柳霞·土登塔巴任副帮办，外交局原部分官员参加外事帮办办公室的工作。达赖将他的姐夫尧西·彭措扎西派到外事帮办办公室工作，表明他对外事工作的重视。中央人民政府驻西藏代表外事帮办办公室在中央人民政府外交部的领导下，具体办理西藏的一切涉外事宜。至此，西藏噶厦直接与外国交往的状况结束，但是噶厦外交局直到1953年印度政府提出与中国政府商谈两国关系时方才正式撤销。
1954年中印协定签定，印度已正式承认西藏是中国领土的一部分，噶厦是中国的地方政府，西藏噶厦才不得不撤销外交局。中央人民政府外交部原有意采稳妥方式，第一步先由中央人民政府驻西藏代表外事帮办办公室与噶厦外交局合署办公。后来，噶厦同意撤销外交局，中央人民政府外交部准其外交局并入中央人民政府驻西藏代表外事帮办办公室。原噶厦外交局局长索康·旺钦次登已病故，副局长柳霞·土登塔巴任外事帮办办公室副帮办，外交局原有人员大部分参加了外事帮办办公室。西藏噶厦的外交局与外事帮办办公室合并后，包括彭错扎西在内的原外交局的藏族官员和外事帮办办公室并在一处，成为中央机构的人员。
1954年3月和1957年8月，中央人民政府驻西藏代表外事帮办办公室分别组建了江孜、亚东、日喀则外事分处，承办与印度、尼泊尔等国在各地的有关外事工作。
1956年4月西藏自治区筹备委员会成立（达赖任主任），外事帮办办公室改为西藏外事处（处长仍为杨公素），编制属于西藏自治区筹备委员会下的一个单位，但对外工作仍由中央统一处理。达赖同时是全国人民代表大会常务委员会副委员长，属于国家领导人，杨公素成为达赖的下属，于是向达赖请示汇报工作的情况增多。
1959年藏区骚乱发生后，国务院于1959年3月28日发布命令解散噶厦，由西藏自治区筹备委员会行使噶厦政府的职权。西藏自治区筹备委员会于1959年4月10日召开全体会议，决定由原副主任班禅代理主任。
1963年初，杨公素结束了在西藏11年的外事工作，回到中华人民共和国外交部出任第一亚洲司副司长。
1965年，西藏自治区成立，西藏外事处改为西藏自治区人民委员会外事处。1979年，改为西藏自治区外事办公室。1986年底，西藏自治区外事办公室降格为隶属于西藏自治区人民政府办公厅的县级机构，不到两年时间又升格恢复为原有级别。
2012年9月17日，西藏自治区外事侨务办公室揭牌仪式在拉萨举行，西藏自治区外事办公室正式更名为西藏自治区外事侨务办公室。该办公室的成立结束了西藏没有专门侨务机构的历史。西藏自治区也成为中华人民共和国最后一个成立“外事侨务办公室”的省级行政区。

## 职能
- 贯彻执行国家对外方针政策、涉外法规及自治区关于外事、港澳、侨务工作的决定和部署，配合国家总体外交，为我区经济社会发展和政治局势稳定服务。
- 研究制定我区外事、港澳、侨务工作规划及外事、港澳、侨务、法规、政策、规章制度和规范性文件；
- 审核审批全区各级因公出国（境）人员；
- 负责外国国宾、党宾、重要外宾及外国驻华使领馆官员、联合国驻华代表机构官员等访藏的组织接待；
- 负责国外非政府组织在藏实施项目中的协调工作；
- 领馆管理及处理各类涉外案件；
- 负责边界管理事务；
- 负责我区边境涉外事务、边境地区及口岸的外事业务和涉外事宜，开展与邻国交往和合作及援助工作；
- 负责全区民间对外交往工作；
- 统筹协调有关部门、社会团体涉侨工作，协调指导华侨华人捐赠及使用工作，指导涉侨经济、科技、文化等领域交流合作，会同有关部门依法维护归侨侨眷的合法权益；
- 统筹安排自治区领导的外事活动；
- 对我区外事侨务干部和涉外人员进行对外政策和外事涉外知识教育；
- 指导全区其他部门的涉外活动。
- 贯彻执行中央关于涉港澳工作的方针、政策和法规，协调全区涉港澳工作，负责我区因公赴港澳人员的审批及报批、发证、签证工作。[10]

## 机构设置
- 综合处（机关党委、政工人事处）
- 政策法规处
- 边界事务处
- 领事与出国处
- 礼宾接待处（新闻文化处）
- 涉外项目处（外国专家处）
- 友城友协处
- 侨务处（自治区港澳事务办公室）
- 邻国事务处
- 机关后勤服务中心
- 自治区外事翻译室
- 自治区电子护照制证中心[10]

## 历任主任
- 杨公素（1952年9月—1956年4月）（中央人民政府驻西藏代表外事帮办）
- 杨公素（1956年4月—1963年初）（西藏外事处处长）
- ？（1963年—1965年）（西藏外事处处长）
- 杨宗欣（1965年9月—？）（西藏自治区人民委员会外事处处长）[11]
- 索朗（？—2006年12月31日）（西藏自治区外事办公室主任）[12]
- 巨建华（2006年12月31日—2012年9月）（西藏自治区外事办公室主任）
- 巨建华（2012年9月—2016年4月）
- 白曼央宗（2018年11月—2024年11月）
- 鲍挺（2024年11月—）